# 1er avril
Pour les articles homonymes, voir Premier-Avril.
1er mars 1er mai
Chronologies thématiques
- Croisades
- Ferroviaires
- Sports
- Disney
- Anarchisme
- Catholicisme

Abréviations / Voir aussi
- (° 1852) = né en 1852
- († 1885) = mort en 1885
- a.s. = calendrier julien
- n.s. = calendrier grégorien
- Calendrier
- Calendrier perpétuel
- Liste de calendriers
- Naissances du jour

Le 1er avril est le 91e jour, moins souvent le 92e, de l'année du calendrier grégorien ; il en reste ensuite 274.
Une tradition répandue veut que le 1er avril soit le jour des farces (voir aussi l'article poisson d'avril, et ci-après in fine).
Son équivalent était généralement le 12e jour du mois de germinal dans le calendrier républicain / révolutionnaire français, officiellement dénommé jour du charme.

## Événements

### IIIesiècle
- 286 : l'empereur romain Dioclétien élève son général Maximien à la dignité d'Auguste, faisant ainsi de lui un co-empereur et lui donnant le contrôle des régions occidentales de l'Empire.

### VIesiècle
- 527 : Justinien est couronné empereur romain d'Orient.

### XIVesiècle
- 1328 : avènement de Philippe VI de France, cousin de Charles IV le Bel, que celui-ci avait désigné comme Régent avant sa mort ; les états généraux confirment la non-transmission du royaume aux femmes, et confient la couronne au Régent, qui devient roi de France jusqu'en 1350. Fin de la lignée des Capétiens directs.
- 1340 : Niels Ebbesen tue Gérard III de Holstein, marquant la restauration danoise.

### XVIesiècle
- 1572 : les Gueux de la mer prennent La Brielle, généralisant la rébellion contre l'Empire espagnol pendant la guerre de Quatre-Vingts Ans.

### XVIIesiècle
- 1645 : Cyrano de Bergerac reconnaît avoir été soigné d'une "maladie".

### XVIIIesiècle
- 1717 : organisation à Vienne du Conseil suprême des Pays-Bas, qui durera jusqu’en 1757. C'est le prince Eugène de Savoie qui est nommé gouverneur et capitaine général des Pays-Bas ; mais, retenu par les campagnes menées contre les Ottomans, il laisse le pouvoir au ministre savoyard Hercule-Louis Turinetti, marquis de Prié.
- 1795 : ce 12 germinal an III, journée de protestations sans violence du peuple parisien contre la cherté des denrées. La Convention thermidorienne en profite pour déporter sans jugement d'anciens Montagnards.

### XIXesiècle
- 1810 : Napoléon Ier épouse Marie-Louise d'Autriche.
- 1865 : victoire de Philip Sheridan à la bataille de Five Forks pendant la guerre de Sécession.
- 1873 : naufrage de l'Atlantic, causant plus de 500 morts.

### XXesiècle
- 1918 : création de la Royal Air Force, par fusion du Royal Flying Corps et du Royal Naval Air Service.
- 1921 : Adrienne Bolland réussit la première traversée en avion de la Cordillère des Andes sur un Caudron G3.
- 1923 : promulgation de la loi portant le service militaire en France à 18 mois.
- 1924 : Adolf Hitler est condamné à cinq ans de prison à la suite du Putsch de la Brasserie, il ne passera que neuf mois à la prison de Landsberg.
- 1937 : bombardement de Jaén par la légion Condor pendant la guerre d'Espagne.
- 1939 :
  - fin de la guerre d'Espagne et début du régime franquiste qui durera jusqu'au 20 novembre 1975.
  - lancement par Hitler de l'amiral Von Tirpitz, le plus grand cuirassé à flot d'Europe et le plus grand navire de guerre de la Kriegsmarine.
- 1944 :
  - massacre d'Ascq par des troupes de la Waffen SS.
  - la ville suisse de Schaffhouse est bombardée par erreur par l'aviation américaine.
- 1945 : lancement de la bataille d'Okinawa pendant la guerre du Pacifique.
- 1948 : résolutions no 43 et no 44 du Conseil de sécurité des Nations unies relatives à la Palestine.
- 1974 : entrée en vigueur du Local Government Act 1972 réformant le gouvernement local de l'Angleterre et du pays de Galles.
- 1975 : démission et exil de Lon Nol, président de la république du Cambodge.
- 1983 : entrée en vigueur de la retraite à 60 ans en France
- 1990 :
  - au Zimbabwe, Robert Mugabe est réélu président.
  - au Royaume-Uni, la poll tax entre en vigueur.
- 1999 :
  - au Canada, création du territoire du Nunavut. Les 25 000 habitants sont majoritairement des Inuits. La langue officielle est l'Inuktitut.
  - BP Amoco achète pour 26,8 milliards de dollars la compagnie Arco et devient le numéro 1 mondial des producteurs pétroliers privés.

### XXIesiècle
- 2001 :
  - collision entre un Lockheed EP-3 et un Shenyang J-8 près de Hainan en république populaire de Chine. L’avion espion américain est contraint d'atterrir d'urgence en Chine après avoir violé l'espace aérien chinois, un incident qui intervient dans un climat général de tension entre Pékin et Washington.
  - arrestation de l'ancien président de la Yougoslavie Slobodan Milošević par les autorités serbo-monténégrines au terme de 26 heures de siège de sa villa.
  - les traditionnels timbres à l'effigie du souverain  britannique régnant, instaurés par la reine Victoria en 1840, sont désormais remplacés par d'autres symboles nationaux.
- 2016 : Massimo Andrea Ugolini et Gian Nicola Berti sont élus capitaines-régents de la république de Saint-Marin.
- 2017 : élections législatives en Birmanie.

- 2019 : le gouvernement annonce que l'ère du prochain empereur du Japon Naruhito sera nommée « l'Ère Reiwa » (令和?)[1].
- 2024 : 
  - en RDC,  Judith Suminwa Tuluka (photo) devient la première femme nommée Première ministre[2].
  - En Syrie, une frappe aérienne tue 16 personnes au consulat iranien à Damas, dont le général de brigade Mohammad Reza Zahedi[3].

## Arts, culture et religion

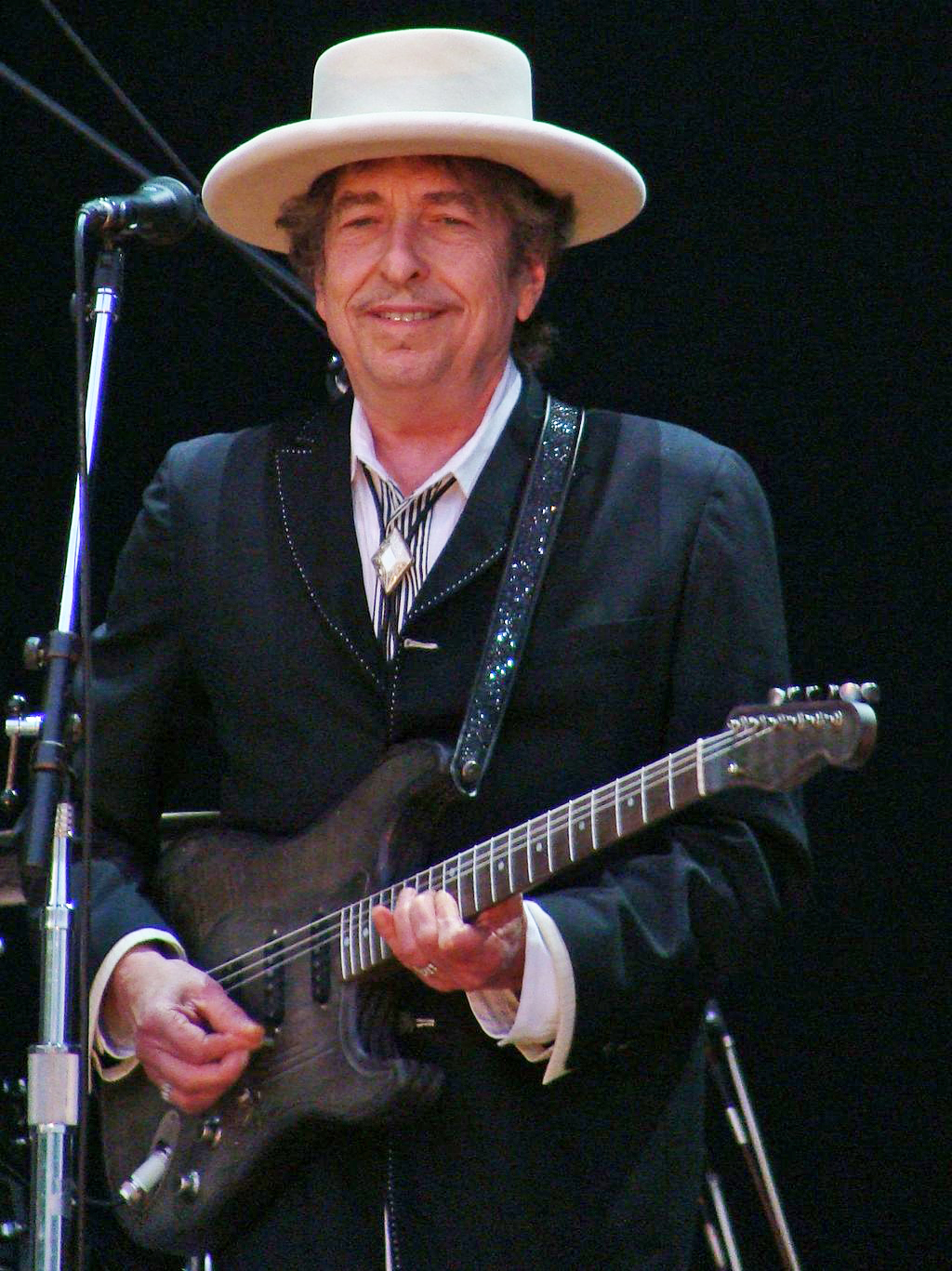
Bob Dylan à lAzkena Rock Festival de 2010

- 1307 : Villers-le-Temple est cédé aux chevaliers de Malte après la suppression des Templiers.
- 1977 : naissance de l'émission culte Les Grosses Têtes de Philippe Bouvard sur la branche francophone et française de la station de radio RTL.
- 2017 : Bob Dylan (photographie en marge jointe) reçoit son prix Nobel de littérature, pour la première fois attribué à un auteur également compositeur et interprète vocal et instrumentiste.

## Sciences et techniques

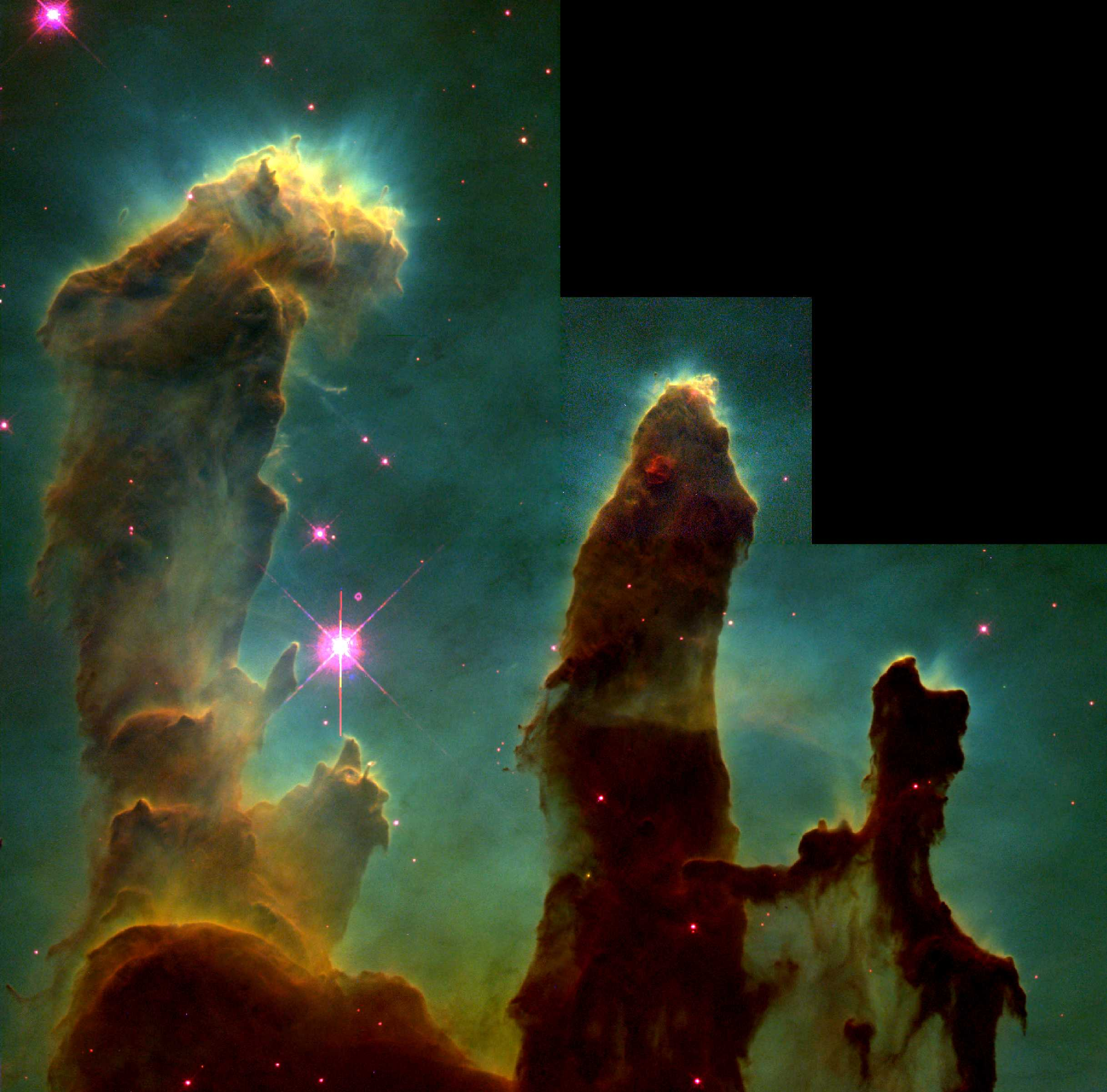
Les "Piliers de la création" dans la nébuleuse de l'Aigle

- 1878 : à Bernissart en Belgique, des mineurs font la découverte de 29 squelettes d'iguanodons à 322 mètres de profondeur.
- 1889 : fondation de l'université du Nord du Colorado.
- 1913 : lancement du magazine mensuel français de vulgarisation scientifique Science & Vie.
- 1976 : Steve Wozniak et Steve Jobs fondent la société d'informatique Apple.
- 1995 : photographie (ci-contre), par Jeff Hester et Paul Scowen via le télescope spatial Hubble, de la structure astronomique des Piliers de la création.
- 1997 : passage de la comète Hale-Bopp à son périhélie.
- 1999 : David Smith est arrêté et inculpé d'entrave à la communication publique et de dommages à des systèmes informatiques en tant qu'auteur d'un virus informatique.

## Économie et société
- 1878 : mise en service du phare d'Huisduinen.
- 1891 : fondation de la Wrigley Company.
- 1929 : à New York, l'inventeur américain Louis Marx (en) fait pour la première fois la démonstration de sa nouvelle création, le yo-yo.
- 1935 : fondation de la Banque de réserve de l'Inde.
- 1938 : invention du Nescafé.
- 1954 : ouverture du Parc du Mémorial de la Paix d'Hiroshima.
- 2000 : en France, la TVA passe de 20,6 % à 19,6 %.
- 2001 : le mariage homosexuel est autorisé aux Pays-Bas, une première mondiale.

- 2002 : les Pays-Bas deviennent le premier pays au monde à reconnaître l'euthanasie comme un acte légal[4].
- 2010 : l'Inde promulgue une loi visant à rendre l'école obligatoire pour les enfants de 6 à 14 ans et gratuite pour les plus démunis.
- 2025 : aux États-Unis, le sénateur américain démocrate Cory Booker (photo) bat le record du plus long discours de l'histoire du Sénat, avec 25 h 5 min[5].

## Naissances

### XIIIesiècle
- 1220 : Go-Saga (後嵯峨天皇), 88e empereur du Japon de 1242 à 1246 († 17 mars 1272).

### XVIesiècle
- 1543 : François de Bonne de Lesdiguières, chef protestant du Dauphiné, maréchal de France, dernier connétable de France et chevalier de l'ordre du Saint-Esprit († 28 septembre 1626).

### XVIIesiècle
- 1640 : Georg Mohr, mathématicien danois († 26 janvier 1697).
- 1697 : Antoine François Prévost dit « d’Exiles » ou « l'abbé Prévost », romancier, historien, journaliste, traducteur et homme d'Église français († 25 novembre 1763).

### XVIIIesiècle
- 1734 : Scipione Borghese, cardinal italien († 25 décembre 1782).
- 1746 : Jean-Étienne-Marie Portalis, avocat, juriste, académicien et homme d'État français sous le Premier Empire, principal rédacteur du Code Napoléon de 1804 et ministre des Cultes lors de la mise en œuvre du régime concordataire († 25 août 1807).
- 1748 : Marie-Marguerite Baur, harpiste française († 21 septembre 1828).
- 1750 : Hugo Kołłątaj, militant et écrivain politique, théoricien et philosophe polonais († 28 février 1812).
- 1753 : Joseph de Maistre, homme politique, écrivain et philosophe savoyard († 26 février 1821).
- 1755 : Jean Anthelme Brillat-Savarin, gastronome français († 1er février 1826).
- 1776 : Sophie Germain, mathématicienne française († 27 juin 1831).
- 1789 : Auguste Couder, peintre français († 21 juillet 1873).
- 1793 : Édouard Corbière, marin, écrivain, journaliste et armateur français († 27 septembre 1875).

### XIXesiècle
- 1809 : Nicolas Gogol, romancier, nouvelliste, dramaturge, poète et critique littéraire russe d'origine ukrainienne († 4 mars 1852).
- 1815 : Otto von Bismarck, homme politique allemand, premier chancelier de l'Empire allemand de 1871 à 1890 († 30 juillet 1898).
- 1824 : Louis-Zéphirin Moreau, évêque québécois († 24 mai 1901).
- 1866 : Ferruccio Busoni, compositeur, pianiste, professeur et chef d'orchestre italien († 27 juillet 1924).
- 1868 : Edmond Rostand, écrivain français († 2 décembre 1918).
- 1873 : Sergueï Rachmaninov (Сергей Васильевич Рахманинов), compositeur et pianiste russe († 28 mars 1943).
- 1874 : Annibale Berlingieri, député du royaume d'Italie († 29 mars 1947).
- 1875 : Edgar Wallace (Richard Horacio Edgar Freeman dit), romancier, dramaturge et journaliste britannique († 10 février 1932).
- 1879 : Émile-Georges Barrillon, ingénieur naval français († 17 juillet 1967).
- 1882 : Paul Anspach, escrimeur belge, double champion olympique († 28 août 1981).
- 1883 : Leonidas Frank « Lon » Chaney, acteur de cinéma muet américain († 26 août 1930).
- 1885 :
  - Wallace Beery, acteur américain († 15 avril 1949).
  - Clementine Churchill, épouse de Winston Churchill († 12 décembre 1977).
- 1887 : Leonard Bloomfield, linguiste américain († 18 avril 1949).
- 1896 : Jean Tissier, acteur français († 31 mars 1973).
- 1898 : William James Sidis, enfant prodige américain († 17 juillet 1944).

### XXesiècle
- 1902 : 
  - Denise Colomb, photographe française († 1er janvier 2004).
  - William Homan Thorpe, zoologiste britannique († 7 avril 1986).
- 1904 : Nikolaï Berzarine (Николай Эрастович Берзарин), général soviétique, premier Commandant de la ville de Berlin († 16 juin 1945).
- 1905 : 
  - Gaston Eyskens, homme politique belge († 3 janvier 1988).
  - Paul Hasluck, poète, historien et homme politique australien († 9 janvier 1993).
- 1907 : Shivakumara Swami (ಡಾ.ಶಿವಕುಮಾರ ಸ್ವಾಮೀಜಿ), personnalité de l'aide humanitaire indienne († 21 janvier 2019).
- 1908 : Abraham Maslow, psychologue américain († 8 juin 1970).
- 1909 : Edwin Frank « Eddy » Duchin (en), pianiste et chef d’orchestre américain († 9 février 1951).
- 1910 : Henri Flammarion, éditeur français († 19 août 1985).
- 1911 :
  - Armel Guerne, poète et traducteur helvético-français († 9 octobre 1980).
  - Adam Kozłowiecki, cardinal polonais, archevêque émérite de Lusaka, en Zambie († 28 septembre 2007).
  - Joe Fortenberry, joueur de basket-ball américain, champion olympique en 1936 († 3 juin 1993).
  - Fauja Singh, athlète amateur britannique centenaire, recordman de plusieurs disciplines d'athlétisme dont le marathon dans la catégorie des plus de 90 ans, puis de plus de 100 ans, puis 110 ans, devenu supercentenaire le 1er avril 2021.
- 1919 : Jeannie de Clarens, résistante française († 23 août 2017).
- 1920 : 
  - Madeleine Loux, postière et résistante française († 8 février 2006).
  - Toshirō Mifune (三船 敏郎), acteur et producteur japonais († 24 décembre 1997).
- 1921 :
  - Kenneth Joseph « Kenny » Reardon, joueur de hockey sur glace canadien († 15 mars 2008).
  - André Stil, écrivain français juré de l'Académie Goncourt († 3 septembre 2004).
- 1925 :
  - Wojciech Has, réalisateur polonais († 3 octobre 2000).
  - Maurice Tournade, journaliste et caricaturiste français († 7 novembre 2014).
- 1926 : Gérard La Forest, juge de la Cour suprême du Canada.
- 1927 : Jacques Mayol, apnéiste français († 22 décembre 2001).
- 1929 :
  - Marcel Amont, chanteur et fantaisiste français. († 8 mars 2023).
  - Michel Debatisse, homme politique français († 11 juin 1997).
  - Milan Kundera, écrivain français d'origine tchèque.
  - Jane Powell (Suzanne Lorraine Burce dite), chanteuse américaine.(† 16 septembre 2021).
- 1930 :
  - Christiane Gilles, syndicaliste et féministe française († 29 octobre 2016).
  - Dámaso Gómez, matador espagnol.
- 1931 : Fernando Puig Rosado, illustrateur franco-espagnol († 25 septembre 2016).
- 1932 :
  - Gordon Jump (en), acteur américain († 22 septembre 2003).
  - Mary Frances « Debbie » Reynolds, actrice américaine († 28 décembre 2016).
- 1933 : 
  - Claude Cohen-Tannoudji, physicien français, prix Nobel de physique 1997.
  - Robert Shavlakadze, athlète géorgien, champion olympique du saut en hauteur († 4 mars 2020).
- 1934 : Jim Ed Brown (James Edward Brown dit), chanteur de musique country américain du groupe The Browns († 11 juin 2015).
- 1936 : Kōji Wakamatsu (若松 孝二), réalisateur de cinéma japonais († 17 octobre 2012).
- 1937 : Jordan Charney, acteur américain.
- 1939 :
  - Rudolph Isley (en), chanteur et compositeur américain du groupe The Isley Brothers.
  - Elizabeth Alice « Ali » MacGraw, actrice américaine.
  - Philip Henry « Phil » Niekro, joueur de baseball américain.
  - Józef Grudzień, boxeur polonais, champion olympique († 17 juin 2017).
- 1940 : 
  - Wangari Maathai, biologiste, enseignante et militante kényane, lauréate du prix Nobel de la paix 2004 († 25 septembre 2011).
  - Martine Messager (Martine Lucie Reichenbach dite), actrice et doubleuse vocale française († 10 janvier 2007).
  - Yves Rousset-Rouard, producteur de films et de vins et homme politique français.
- 1942 :
  - Samuel Ray Delany Junior, écrivain de science-fiction américain.
  - Philip « Phil » Margo (en), musicien américain du groupe The Tokens.
- 1943 : 
  - Mario Botta, architecte suisse.
  - Primo Baran, rameur italien, champion olympique.
- 1944 : Daniel Joseph « Rusty » Staub, joueur de baseball américain († 29 mars 2018).
- 1945 : John Barbata, batteur américain des groupes Crosby, Stills, Nash and Young et Jefferson Starship.
- 1946 :
  - William Frederick Fisher, astronaute américain.
  - Ronald Frederick « Ronnie » Lane, chanteur et bassiste britannique du groupe Small Faces († 4 juin 1997).
- 1947 :
  - Alain Connes, mathématicien français, lauréat de la médaille Fields en 1982.
  - Philippe Kirsch, diplomate et juge canadien né en Belgique.
- 1948 :
  - Jimmy Cliff (James Chambers dit), chanteur jamaïcain de reggae.
  - Paul Myners, homme d'affaires et homme politique britannique († 16 janvier 2022).
  - Larry Stewart, homme d'affaires et philanthrope américain († 12 janvier 2007).
- 1949 :
  - Dominique Collignon-Maurin, acteur et doubleur vocal français († 4 août 2025).
  - Nonce Paolini, dirigeant d'entreprise français.
- 1950 : Daniel Paillé, économiste, administrateur et homme politique québécois.
- 1952 : 
  - Annette O'Toole, actrice américaine.
  - Vincent Bolloré, industriel et homme d'affaires français.
  - Angelika Bahmann, kayakiste allemande, championne olympique.
- 1953 : Barry Sonnenfeld, réalisateur américain.
- 1954 : Jeffrey Thomas « Jeff » Porcaro, batteur américain du groupe Toto († 5 août 1992)
- 1955 : 
  - Richard Abel, pianiste populaire québécois.
  - Matthias Behr, escrimeur allemand, champion olympique.
- 1957 : Jean Rochard, producteur de musique.
- 1958 : Étienne Klein, physicien et philosophe français.
- 1960 : Marina Koshevaya, nageuse soviétique, championne olympique.
- 1961 :
  - Susan Boyle, chanteuse écossaise.
  - Mark White (en), musicien britannique du groupe ABC.
- 1963 : Luq Hamet, animateur de télévision pour la jeunesse et acteur de doublage français.
- 1964 : Scott Stevens, joueur de hockey sur glace canadien.
- 1971 : 
  - Shinji Nakano, pilote automobile japonais.
  - Lea Loveless, nageuse américaine, championne olympique.
- 1974 : Paolo Bettini, coureur cycliste italien.
- 1975 :
  - John Butler, musicien australien.
  - Cécile Duflot, femme politique française.
- 1976 : Clarence Seedorf, footballeur néerlandais.
- 1978 :
  - Jean-Pierre Ayobangira, homme politique de la République démocratique du Congo.
  - Jean-Pierre Dumont, joueur de hockey sur glace québécois.
  - Etan Thomas, basketteur américain.
- 1979 : Louis Campbell, basketteur américain.
- 1980 : Randal Keith « Randy » Orton, catcheur américain affilié à la WWE.
- 1981 : Hannah Spearritt, chanteuse et actrice britannique.
- 1982 : Andreas Thorkildsen, lanceur de javelot norvégien, champion olympique.
- 1983 : Matthew Mackendree « Matt » Lanter, acteur américain.
- 1985 : Gustavo Ayón, basketteur mexicain.
- 1986 :
  - Dejan Borovnjak (Дејан Боровњак), basketteur serbe.
  - Marianne Kaufmann-Abderhalden, skieuse alpine suisse.
  - Yurika Nakamura, athlète japonaise.
  - Hillary Scott, chanteuse américaine du groupe Lady Antebellum.
  - Ireen Wüst, patineuse de vitesse néerlandaise.
- 1987 :
  - Ding Junhui (丁俊晖), joueur de snooker chinois.
  - Li Ting (李婷), plongeuse chinoise.
  - Oliver Turvey, pilote de courses automobile britannique.
- 1988 :
  - Fatmire Bajramaj, footballeuse allemande.
  - Sandie Clair, cycliste sur piste française.
  - Brook Lopez, basketteur américain.
  - Robin Lopez, basketteur américain.
  - Charlotte Lembach, sabreuse française.
- 1989 :
  - Florin Bérenguer, footballeur français.
  - Jan Blokhuijsen, patineur de vitesse néerlandais.
  - David N'Gog, footballeur franco-camerounais.
  - Christian Vietoris, pilote de courses automobile allemand.
- 1991 :
  - Benjamin Afgour, handballeur français.
  - Hugo Grrrl, artiste dragking new-zélandais.
  - Marco Haller, cycliste sur route autrichien.
- 1992 : Alekseï Korovachkov (Алексей Игоревич Коровашков), céiste russe.
- 1993 : 
  - Zhanibek Alimkhanuly, boxeur kazakh.
  - Sérgio Fernández, athlète espagnol.
  - Andréanne Langlois, kayakiste canadienne.
  - Julius Kühn, handballeur allemand.
- 1995 : 
  - Kadidiatou Diani, footballeuse française.
  - Adam Kocian, joueur allemand de volley-ball.
- 1997 : Asa Butterfield, acteur britannique.

### XXIesiècle
- 2001 : Gabriel Teixeira, footballeur brésilien.

## Décès

### XIesiècle
- 1085 : Shenzong (宋神宗), empereur de Chine (le 6e de la dynastie des Song) de 1067 à 1085 (° 25 mai 1048).

### XIIIesiècle
- 1204 : Aliénor d'Aquitaine, duchesse d'Aquitaine (1137-1204), reine des Francs (1137-1152) puis d'Angleterre (1154-1189), épouse de Louis VII de France puis d'Henri II d'Angleterre et mère de trois rois (° 1121).
- 1205 : Amaury II de Lusignan, roi de Jérusalem de 1197 à 1205 (° 1145).

### XVesiècle
- 1455 : Zbigniew Oleśnicki, religieux et homme d'État polonais, évêque de Cracovie de 1423 jusqu'à sa mort, régent du royaume de Pologne pendant la minorité du roi Ladislas III Jagellon, premier cardinal polonais en 1449 (° 5 décembre 1389).

### XVIesiècle
- 1548 : Sigismond Ier, roi de Pologne et grand-duc de Lituanie de 1506 à 1548 (° 1er janvier 1467).
- 1590 : Kim Hyowon, homme politique, écrivain et érudit coréen (° 1532).

### XVIIesiècle
- 1621 : Cristofano Allori, peintre italien (° 17 octobre 1577).
- 1683 : Roger Williams, théologien américain (° 21 décembre 1603).

### XIXesiècle
- 1839 : Jerónimo José Candido, matador espagnol (° 8 janvier 1770).
- 1845 : Jacques Marie Anatole Le Clerc de Juigné, militaire et parlementaire français (° 25 juillet 1788).
- 1873 : Jacques-Antoine-Claude-Marie Boudinet, évêque d'Amiens (° 30 août 1806).
- 1886 :
  - Carlo Gemelli, historien et bibliothécaire italien (° 4 septembre 1811).
  - Auguste Le Provost de Launay, homme politique français (° 25 janvier 1823).
- 1890 : Alexandre Mojaïski (Александр Федорович Можайский), kontr-admiral, chercheur et inventeur, pionnier de l'aviation russe (° 21 mars 1825).

### XXesiècle
- 1912 : Paul Brousse, homme politique français (° 23 janvier 1844).
- 1917 : Scott Joplin, musicien et compositeur de ragtime américain (° 24 novembre 1868).
- 1922 : Charles Ier, empereur d'Autriche et roi de Hongrie de 1916 à 1918 (° 17 août 1887).
- 1925 :  Emma Dobigny, modèle française (°21 janvier 1851)
- 1930 : Cosima Wagner, fille du compositeur Franz Liszt et épouse de Richard Wagner (° 25 décembre 1837).
- 1936 : Veli Nieminen, athlète finlandais (° 1er février 1886).
- 1940 : Augusta Gillabert, agricultrice suisse.
- 1943 : Georges Wodli, cheminot militant communiste, syndicaliste et résistant français (°15 juillet 1900).
- 1944 : Robert Lynen, acteur et résistant français (° 24 mai 1920).
- 1945 : Blanche Paugam, résistante française (° 23 mai 1898).
- 1947 : Georges II (Γεώργιος Β΄ της Ελλάδας), roi des Hellènes de 1922 à 1923 puis de 1935 à 1941/1944 et de 1946 à 1947 (° 20 juillet 1890).
- 1955 : Boris Mirkine-Guetzevitch (Борис Серге́евич Миркин-Гецевич), juriste russe, professeur de droit constitutionnel (° 1er janvier 1892).
- 1962 : Michel de Ghelderode (Adémar Adolphe Louis Martens dit), auteur dramatique belge (° 3 avril 1898).
- 1965 : Chaja « Helena » Rubinstein, esthéticienne, dirigeante d'entreprise et philanthrope d’origine polonaise (° 25 décembre 1870 ou 1872).
- 1966 : Flann O'Brien, humoriste irlandais (° 5 octobre 1911).
- 1968 : Lev Davidovich Landau (Лев Давидович Ландау), physicien russe, prix Nobel de physique 1962 (° 22 janvier 1908).
- 1976 :
  - Max Ernst, artiste allemand (° 2 avril 1891).
  - Roger Rivière, coureur cycliste français (° 23 février 1936).
- 1979 : Bruno Coquatrix, impresario français, directeur de l’Olympia de Paris (° 5 août 1910).
- 1984 : Marvin Gaye (Marvin Pentz Gay Jr. dit), chanteur américain (° 2 avril 1939).
- 1987 :
  - Henri Cochet, joueur de tennis français (° 14 décembre 1901).
  - Pierre Thériault, acteur québécois (° 11 février 1930).
- 1991 : Martha Graham, danseuse et chorégraphe américaine (° 11 mai 1894).
- 1993 : Andrée Brunin, poète français (° 13 février 1937).
- 1994 : Robert Doisneau, photographe français (° 14 avril 1912).
- 1996 : Jean Le Moyne, homme politique, écrivain, journaliste et conseiller politique québécois (° 17 février 1913).
- 1998 :
  - Eugene Barton « Gene » Evans, acteur américain (° 11 juillet 1922).
  - Rozz Williams (Roger Alan Painter dit), compositeur et chanteur américain (° 6 novembre 1963).

### XXIesiècle
- 2001 : Trinh Cong Son, compositeur vietnamien (° 28 février 1939).
- 2002 : Simo Häyhä, tireur d'élite finlandais (° 17 décembre 1905).
- 2003 : Leslie Cheung (張國榮), acteur et chanteur hongkongais (° 12 septembre 1956).
- 2004 :
  - Paul Atkinson, musicien britannique du groupe The Zombies (° 19 mars 1946).
  - Caroline « Carrie » Snodgress, actrice américaine (° 27 octobre 1945).
- 2005 :
  - Alexander Brott, violoniste, chef d’orchestre, compositeur et pédagogue québécois (° 14 mars 1915).
  - Jack Keller (en), compositeur américain (° 11 novembre 1936).
- 2006 : In Tam (អ៊ិន តាំ), homme politique cambodgien, Premier ministre du Cambodge en 1973 (° 22 septembre 1922).
- 2007 : Driss Chraibi (إدريس الشرايبي), auteur marocain de langue française (° 15 juillet 1926).
- 2008 :
  - Sabin Bălaşa, peintre et réalisateur de cinéma d'animation roumain (° 17 juin 1932).
  - Jake Warren (en), diplomate canadien (° 10 avril 1921).
- 2009 : Umberto Betti, cardinal italien (° 7 mars 1922).
- 2010 :
  - John Forsythe, acteur américain (° 29 janvier 1918).
  - Henry Edward « Ed » Roberts, ingénieur américain, inventeur en 1975 du premier ordinateur personnel : l'Altair 8800 (° 13 septembre 1941).
- 2012 : Henri Prouvé, architecte français (° 31 octobre 1915).
- 2013 : « Pacha 183 » (Pavel Pukhov / Павел Пухов dit), artiste urbain russe (° 11 août 1983).
- 2014 : Jacques Le Goff, historien médiéviste français (° 1er janvier 1924).
- 2017 :
  - Gösta Ekman, acteur et réalisateur suédois (° 28 juillet 1939).
  - Evgueni Evtouchenko, poète russe (° 18 juillet 1932).
- 2020 : 
  - Bruce Dawe, poète australien (° 15 février 1930).
  - Philippe Malaurie, juriste français, professeur de droit privé spécialisé en droit civil, à l'université Paris II Panthéon-Assas, auteur d'ouvrages de droit et d'enseignement du droit (des successions, avec Aynès) (° 7 mars 1925).
- 2021 : 
  - Lee Aaker, acteur américain surtout connu pour son rôle enfant du jeune Rusty dans la série Rintintin (° 25 septembre 1943).
  - Nemam Ghafouri, médecin humanitaire irakienne et suédoise (° 25 décembre 1968).
  - Patrick Juvet, mannequin puis chanteur et compositeur suisse francophone (° 21 août 1950).
- 2022 : Andreï Babitski, correspondant de guerre et journaliste soviétique puis russe (° 26 septembre 1964).
- 2023 :
  - Ken Buchanan, boxeur britannique (° 28 juin 1945).
  - Dario Campeotto, chanteur et acteur danois (° 1er février 1939).
  - Chicuelo, matador espagnol (° 7 mars 1937).
  - Albert Ndele, homme politique congolais (° 15 août 1930).
  - Christiane Rorato, comédienne française (° 8 septembre 1943).
  - Włodzimierz Schmidt, joueur d'échecs polonais (° 10 avril 1943).
  - Pierre Schneider, journaliste, poète et militant indépendantiste canadien (° mars 1945).
  - Klaus Teuber, auteur de jeux de société allemand (° 25 juin 1952).
- 2024 : 
  - Anne Innis Dagg, zoologiste et féministe canadienne (° 25 janvier 1933).
  - Vontae Davis, joueur américain de football américain (° 27 mai 1988).
  - Phil Delire, producteur et réalisateur de musique belge (° 13 mars 1955).
  - Sergio Fernández Fernández, homme politique chilien (° 28 janvier 1939).
  - Joe Flaherty, acteur, humoriste, scénariste, réalisateur et producteur américain (° 21 juin 1941).
  - Dan Philips, militant pour les droits de l'homme canadien (° 11 avril 1935).
  - Ed Piskor, auteur de bande dessinée américain (° 28 juillet 1982).
  - Rosemarie Simmen, femme politique suisse (° 10 septembre 1938).
  - Zdzisław Skrzeczkowski, basketeur international polonais (° 23 novembre 1930).
  - Anne Vétillard, autrice française, traductrice de jeu de rôle sur table et de jeu de rôle grandeur nature, pionnière de ces loisirs en France (° 1963).
  - Mohammad Reza Zahedi, officier militaire iranien (° 2 novembre 1960).
  - Eduardo Zuleta, joueur de tennis équatorien (° 19 novembre 1935).
- 2025 : 
  - Leandro Domingues, footballeur brésilien (° 24 août 1983).
  - Alfi Kabiljo, compositeur yougoslave puis croate (° 22 décembre 1935).
  - Val Kilmer, acteur américain (° 31 décembre 1959).
  - Alfred Recours, homme politique français (° 19 mars 1945).
  - Johnny Tillotson, chanteur de rock américain (° 20 avril 1939).

## Célébrations
- Festival international du livre mangeable (en), la date du 1er avril étant la veille de celle de la naissance du gastronome et magistrat français Brillat-Savarin (1755-1826), auteur du livre Physiologie du goût[6].
- Le premier avril est la journée  la plus courue pour réaliser des blagues ou farces dans maints pays : voir les traditions ci-après.
- Brielle (Hollande-Méridionale, Pays-Bas) : Kalknacht (nl) / « nuit de la chaux » commémorant la victoire du duc d'Albe sur les Espagnols en 1572.
- Gion (Japon) : début des Miyako Odori, 都をどり / « danses des cerisiers en fleurs »[7] célébrant la floraison des cerisiers.
- Odisha (Inde) : Odisha Day (en) / « jour d'Odisha » commémorant la création de l'État en 1936.
- Thaïlande : journée de la Fonction publique commémorant l'adoption de la première loi sur le service civil en 1928[8].

### Religieuses
- Assyriens : Kha b-Nisan, Ha b-Nison, ܚܕ ܒܢܝܣܢ ou « premier avril » ; et Resha d'Sheta, ܪܝܫܐ ܕܫܢܬܐ ou « début d'an » nouvel.
- Fêtes religieuses romaines : Veneralia en l'honneur de la déesse Vénus de la beauté et de l'amour.
- Bahaïsme : douzième jour du mois de la splendeur, bahá' / بهاء, dans le calendrier badí‘.

### Saints des Églises chrétiennes

#### Saints des Églises catholiques et orthodoxes
Saints des Églises catholiques et orthodoxes :
- Agapè de Thessalonique (en) († 304), sa sœur Chionie, ainsi qu'Agathon, Philippa et Cassia, martyrs à Thessalonique.
- Beherond († VIIe siècle), évêque d'Amiens.
- Ctésiphon de Berja (ca) († Ier siècle), 1er évêque de Berja, un des sept apôtres de l'Espagne.
- Dodolin de Vienne († VIIe siècle), évêque de Vienne.
- Leucone († 656), évêque de Troyes.
- Marcelle († Xe siècle), bergère à Chauriat.
- Marie l'Égyptienne († VIIe siècle), pénitente en Palestine.
- Méliton de Sardes († 190), évêque de Sardes.
- Sothée († vers 420), femme de saint Simplice d'Autun, qui garda sa chasteté.
- Tewdric († VIe siècle), prince devenu ermite.
- Theodora de Rome (en) († 117), sœur de saint Hermès, martyre à Rome.
- Valery de Leuconay († 619), abbé, fondateur de l'abbaye de Saint-Valery-sur-Somme.
- Venance de Salone (en) († 257), 1er évêque de Salone et ses compagnons, martyrs à Salone en Dalmatie.
- Vinebault († VIIe siècle), bouvier à Villeneuve-la-Lionne.

#### Saints et bienheureux des Églises catholiques
Saints et bienheureux des Églises catholiques :
- Anaclet González Flores (es) († 1888), bienheureux laïc mexicain martyr à Guadalajara sous le gouvernement de Calles.
- Celse d'Armagh (en) († 1129), archevêque d'Armagh en Irlande.
- Henri Alfieri (it) († 1405), franciscain à Ravenne.
- Gilbert de Caithness (en) († 1245), évêque de Caithness.
- Girard de Sasso-Ferrato († 1367), bienheureux religieux italien.
- Giuseppe Girotti († 1945), bienheureux religieux dominicain italien martyr.
- Hugues de Grenoble († 1132), évêque de Grenoble.
- John Bretton († 1598), bienheureux laïc anglais martyr à York.
- Joseph Girotti († 1945), bienheureux religieux dominicain italien martyr à Dachau.
- Ludovic Pavoni († 1849), religieux italien fondateur des fils de Marie Immaculée.
- Sofia Czeska († 1650), bienheureuse religieuse polonaise fondatrice des sœurs de la Présentation de Marie.

#### Saints des Églises orthodoxes (aux dates parfois"juliennes"/ orientales)
Saints des Églises orthodoxes :
- Abraham le Bulgare († 1229), martyr.
- Euthyme de Souzdal († 1404), fondateur et archimandrite du Monastère du Sauveur-Saint-Euthyme de Souzdal, saint chrétien russe.

### Prénoms du jour
Bonne fête aux Hugues et ses variantes : Hugh, Hughs, Huggy, Huggie, Hugo, Hugolin, Ugo, Ugolin, Galinette (en provençal affectif) ; leurs formes féminines : Huguette, (H)Ugoline/-a.
Et aussi aux :
- Konwal ;
- Ludovic et ses variantes Ludo, Ludovick, Ludovico, Ludovik, Ludowic et formes féminines Ludovique, Ludovica (voir saint-Louis / Ludwig les 25 août etc.).
- Aux Valéry et ses variantes Valery, Valère (les Valérie et autres variantes aux féminins ayant leur propre date en fin du même mois chaque 28 avril).

## Traditions et superstitions
- Le premier avril est la journée  la plus courue pour réaliser des blagues ou farces dans plusieurs pays : 
  - Allemagne, Autriche voire autres diasporas plus ou moins germanophones : Aprilscherz (« blague d'avril »).
  - Amérique latine : Día de las bromas de abril (« journée des blagues d'avril »).
    - Brésil, Portugal voire autres pays à dominante linguistique lusophone : Dia da mentira (« journée du mensonge »).

  - Canada, États-Unis, Royaume-Uni, Commonwealths voire autres anglophonies : April Fools' Day, « poisson d'avril » ou All Fool's Day.
  - Croatie : prvi april (« premier avril »).
  - France, Québec, Suisse romande, communauté wallonne francophone de Belgique voire autres francophonies : « poisson d'avril ».
  - Italie : Pesce d'aprile (« poisson d'avril »).
  - Liban : كذبة أول نيسان / « journée du mensonge ».
  - Pays-Bas et Communauté flamande de Belgique (Union européenne à zone euro) : 1 aprilgrap / « blague du 1er avril ».
  - Pologne : Prima aprilis (« premier avril » en latin).
  - Roumanie : Ziua păcălelilor (ro) / « journée des blagues ».
- République d'Uzupis : fête nationale de cette micro-nation lituanienne.

### Dictons
- « Au moment où commence avril, l'esprit doit se montrer subtil. »[11]
- « Au 1er avril, il faut que le pinson boive au buisson. »[11] (Charente)
- « Avril entrant comme un agneau, s'en va comme un taureau. »[11]
- « Pluie de saint-Hugues à sainte-Sophie [25 mai], remplit granges et fournils. »[12]
- « Le 1er avril est passé, les imbéciles  sont restés. » [à partir du 2 avril à 0 heure / minuit et éventuellement jusqu'au 31 mars à 23h59... "heures locales"][réf. nécessaire]
- « Le premier avril, on fait courir les sots. »[13]
- « Si les quatre premiers jours d’avril sont venteux, il y en aura pour quarante jours. »[11]
- « Une preuve d'affection est parfois dans un poisson d'avril. »[14]

### Astrologie
- Signe du zodiaque : 12e jour du signe astrologique du Bélier.

## Toponymie
Les noms de plusieurs voies, places, sites ou édifices de pays ou régions francophones contiennent cette date sous diverses graphies : voir Premier-Avril .